# Roboneers
Roboneers — українська компанія, що розробляє наземні роботизовані комплекси; учасниця Асоціації IT Ukraine. Серед продуктів компанії: турель «ШаБля», наземний бойовий дрон Ironclad, платформи «Рись» та Camel.

## Історія
2014 року, коли почалася російсько-українська війна, окремі групи волонтерів розробляли окремі роботизовані продукти та програмне забезпечення. Одна з цих груп — волонтерська організація «Night&Gale Defense group» — розробляла дистанційний модуль «ШаБля». 2014 року кошти на перший екземпляр допомогла зібрати спільнокоштом організація «Народний проєкт» (англ. People's project). Ця дистанційна турель стала одним із перших роботів на фронті.
2017 року волонтери об'єдналися у проєкті Roboneers компанії Global Dynamics. Головним інвестором проєкту став Олексій Скрипник — співзасновник української ІТ-компанії ELEKS, науковець, громадський діяч; він вклав щонайменше 2 мільйони доларів у Roboneers.
У 2016—2021 роках компанія брала участь у щорічній виставці «Зброя та безпека». 2018 року компанія створила перший прототип наземного бойового робота Ironclad. 2021 року дрони Ironclad і Camel продемонстрували у Києві на параді на честь Дня Незалежності України.
Після початку російського вторгнення в Україну 2022 року компанія безкоштовно передала на фронт до 200 різних роботів. 2022 року Roboneers очолив Антон Скрипник — інвестор, засновник та CEO української ІТ-компанії Kindgeek.
2024 року компанія взяла участь у грантовій програмі від Brave1.

## Продукти

### «ШаБля»
Дистанційно керований бойовий модуль «ШаБля» — це турель під кулемети калібру 7,62 ПКТ (кулемет Калашникова), М240 або М2. Один із перших роботів на фронті: з 2014 року його використовували у деяких підрозділах Збройних сил України. Був відомий під назвою «Тур». З 2023 року — на озброєнні в батальйону «Вовки Да Вінчі».
За допомогою цієї турелі українське військо формує лінію оборони та знищує особовий склад та легкоброньовані цілі противника. Станом на 2024 рік на фронті використовували близько 200 модулів «ШаБля». У місцях активних бойових дій кожна турель щомісяця знищує більше 100 окупантів.

### Наземні комплекси
Ironclad, Camel та «Рись» — наземні роботизовані комплекси (НРК) для логістики, евакуації та стрільби.

#### Ironclad
Ironclad (укр. Залізний лицар) — наземний бойовий дрон, обладнаний тепловізійною камерою та бойовою туреллю «ШаБля М2». Може розвивати швидкість до 12 км/год та перевозити до 350 кг корисного навантаження. Робот може проводити розвідку, штурмувати ворожі позиції та виконувати логістичні завдання. Управління — дистанційне.
Перший зразок представили 2018 року, відтоді дрон регулярно демонстрували на виставках «Зброя та безпека», розвивали і пропонували Збройним силам України. У травні 2021 року Командування десантно-штурмових військ провело оцінку дрона, а в серпні того ж року він пройшов випробовування від Міністерства оборони.
|                                                                          | Це революційний продукт від українських інженерів з Roboneers, який змінює підхід ведення війни та допомагає зберегти найцінніше — життя наших військових. |
| — Михайло Федоров, віцепрем’єр-міністр та міністр цифрової трансформації | |

На виставках «Зброя та безпека»
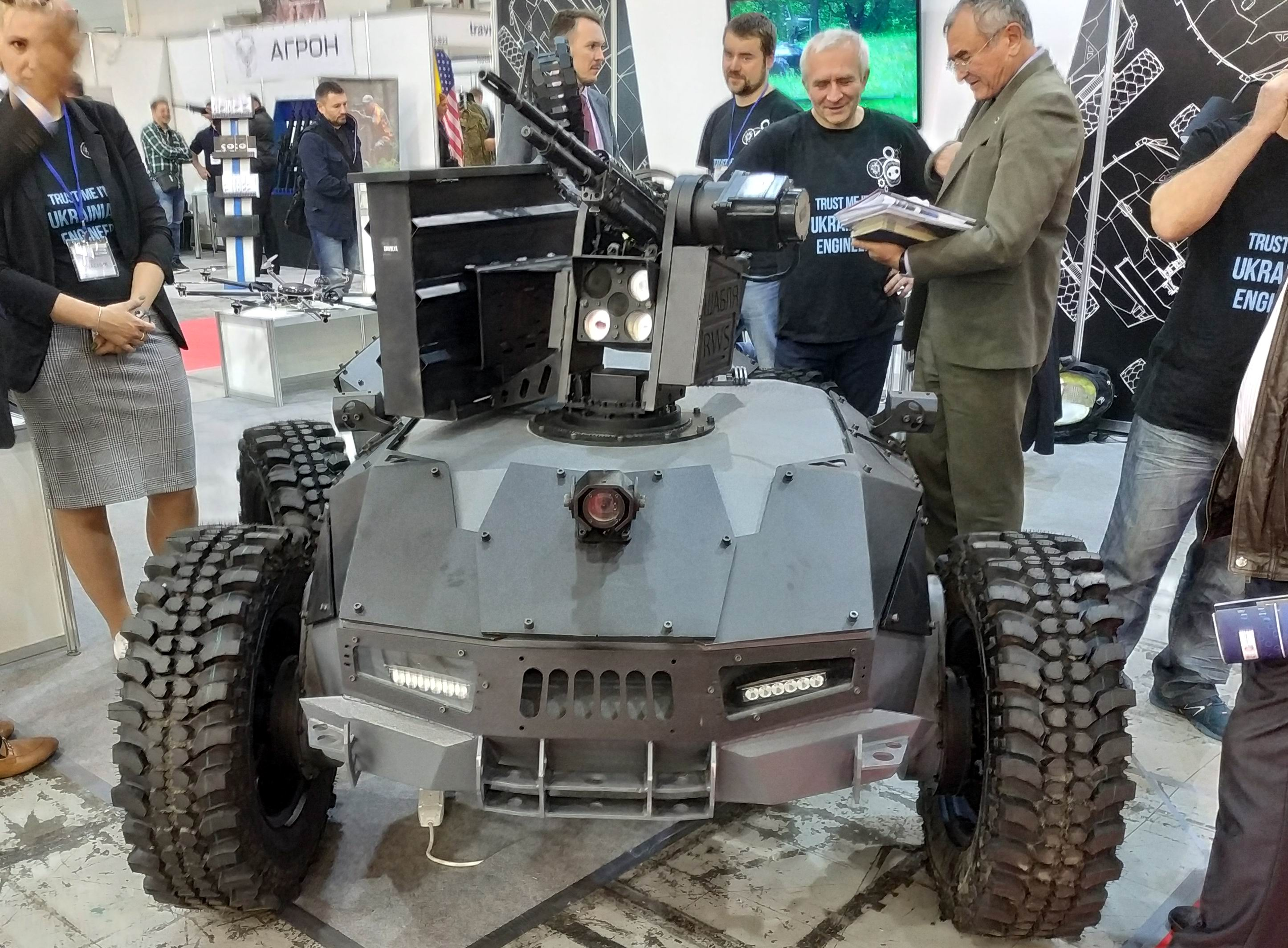
2018
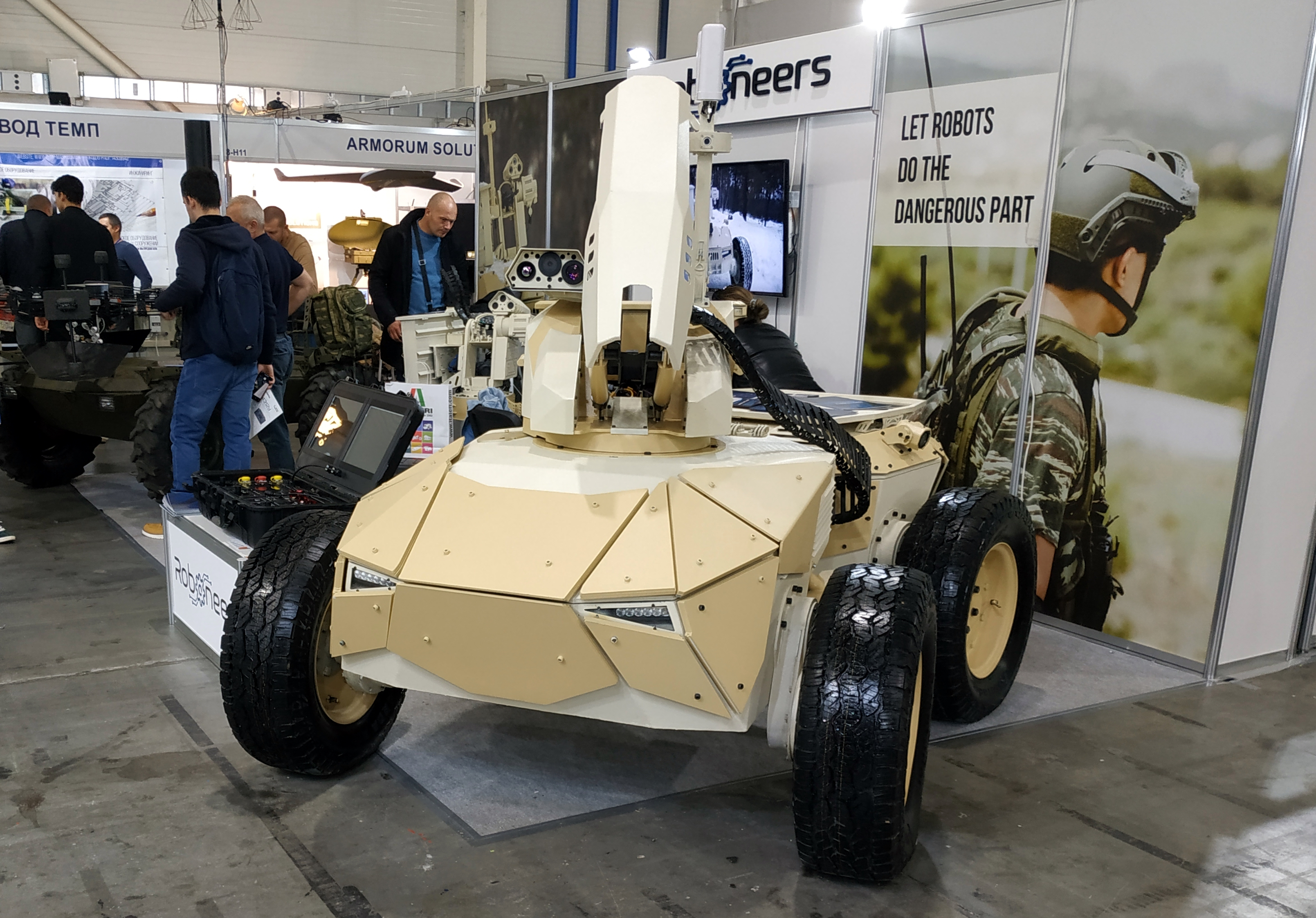
2019
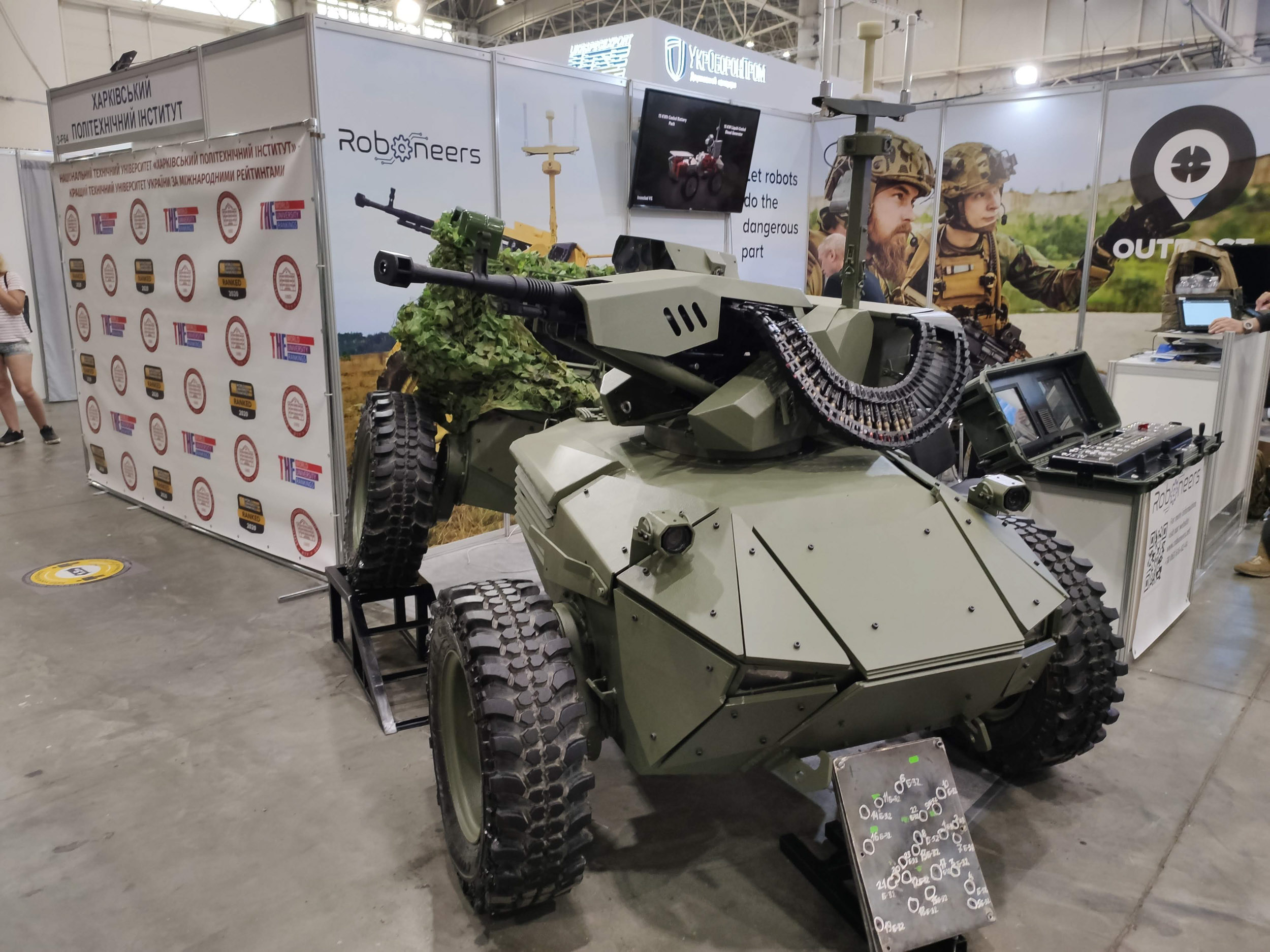
2021

#### Camel
Camel (укр. Верблюд) — дистанційно-керована платформа для виконання різних функцій: виявлення та знищення сил противника, транспортування необхідного обладнання та військових підрозділів до розвідувальних заходів і знищення броньованих цілей ворога.
2020 року платформа успішно протестована в Державному науково-дослідному інституті випробувань і сертифікації озброєння та військової техніки.

#### «Рись»
«Рись» — наземний роботизований комплекс, що допомагає військовим евакуювати бійців з поля бою та перевозити озброєння й вантажі. Існують дві модифікації: «Рись» (витримує навантаження до 150 кг) та «Рись PRO» (до 300 кг).

#### «ШабРись»
«ШабРись» — це розробка, що складається з двох частин: «ШаБля» — турель із кулеметом; та «Рись» — логістична платформа, що транспортує вантаж чи людину. Працює на відстані до 1 км. Вартість комплектацій варіюється від 25 до 40 тисяч доларів.

### Outpost
Outpost — система ситуаційної обізнаності. Роботи Roboneers оснащені програмним забезпеченням C4Vision.